# David Lee Hull
David Lee Hull (15 de junio de 1935 – 11 de agosto de 2010) fue un filósofo con particular interés en la filosofía de la biología. Fue uno de los primeros graduados del departamento de History and Philosophy of Science en la universidad Indiana University Bloomington. Luego de obtener su PhD en la IU dio clases en la Universidad de Wisconsin-Milwaukee por 20 años antes de mudarse a la Northwestern University, donde dio clases por otros 20 años. Hull fue presidente de la Philosophy of Science Association y la Society for Systematic Biology.
Fue conocido por describir la ciencia como un proceso evolutivo utilizando como ejemplo las disidencias entre las 3 escuelas de taxonomía formadas en los años 1960: la escuela evolucionista, la escuela cladista y la fenética.